# Buck Clarke
Pour les articles homonymes, voir Clarke.
William Lewis Clarke, surnommé Buck Clarke, né le 2 octobre 1933 à Washington et mort le 11 octobre 1988 à Los Angeles aux États-Unis, est un percussionniste de jazz américain. Il est connu pour avoir travaillé avec Les McCann, Freddie Hubbard, Herbie Hancock, Russ Freeman, Gerald Albright, Jimmy Smith, etc. Ses styles musicaux incluent le cool jazz, la soul, le funk et le contemporain.

## Biographie
Buck Clarke naît à Washington, le 2 octobre 1933. Il commence très tôt à travailler dans un magasin d'affichage. Le père de son employeur est un cousin de Duke Ellington. Il a 15 ans quand son chef commence à lui faire écouter de la musique de jazz, et notamment des musiciens tels que Duke Ellington, Oscar Peterson, Allen Jones et Dizzy Gillespie. Son intérêt pour la musique, déjà développé lors de son adolescence, continue à croître, jusqu'à faire de lui un « accro au jazz ». Il obtient finalement un emploi au club « D.C. » où il append à jouer des congas. L'un de ses premiers concerts est un spectacle appelé Jig Show, durant lequel des danseurs et des comédiens se produisent pendant qu'il joue. Il voyage à travers le monde, allant à des endroits tels que la Nouvelle-Orléans, où il joue de la rumba pour la première fois. Nombre de personnes ont encouragé le jeune Clarke à jouer de « vrais instruments », mais il reste fidèle à sa préférence pour les bongos.
Quand il a 16 ou 17 ans, il joue avec Charlie Parker. Clarke exprime ses sentiments en se produisant toujours avec le groupe The Washingtonians de Wess Anderson qui comprend Eddie Jones et Charlie Parker ; ce dernier déclare que pour lui Clarke était « époustouflant et bouleversant ». Il joue avec les New York Jazz Messengers alors qu'il a 19 ou 20 ans. Il est également un temps membre d'un groupe de huit musiciens s'entraidant pour apprenant à jouer en groupe.
Il souffre de diabète, ce qui en 1986 le contraint à être amputé de sa jambe. Il est mort le 11 octobre 1988 à Los Angeles.

## Discographie

### Albums studio
- 1960 : Cool Hands
- 1961 : Drum Sum
- 1963 : The Buck Clarke Sound
- 1988 : Hot Stuff